# La Rosière (Montvalezan)
45.6272°N 6.84924°E
La Rosière è una stazione sciistica francese situata nel dipartimento della Savoia nella regione della Rodano-Alpi e sottoposta al comune di Montvalezan. Orientata verso sud, offre un panorama eccezionale sulla vallata sottostante; è collegata dal 1984 alla località italiana di La Thuile per mezzo di due seggiovie e tre sciovie.